# Йоутса
Йоутса (фін. Joutsa) — курортне місто в центральному регіоні Фінляндії з населенням в 5200 чоловік. Розташоване за 70 км на південний схід від Ювяскюля.
Через місто проходить автобан Valtatie 4 (E75) — одне з важливих транспортних сполучень півночі країни з півднем.

## Культура
У 1985 тут проходила Міжнародна математична олімпіада. Влітку в місті відбувається щорічний музичний фестиваль «Joutsan Joutopäivät», на який з'їжджаються близько 25 тисяч відвідувачів.

## Відомі уродженці і жителі
- Генна Вірккунен (рід. 1972) — фінський політик, міністр